# بخشش‌افزار
بخشش‌افزار (donateware یا donationware) نرم‌افزاری رایگان است که در آن به کاربر توصیه می‌شود وجهی را برای امور خیریه بپردازد تا نرم‌افزار به ثبت برسد.